# Långtjärnen (Ockelbo socken, Gästrikland, 674702-155418)
Långtjärnen är en sjö i Ockelbo kommun i Gästrikland och ingår i Testeboåns huvudavrinningsområde. Sjön har en area på 0,0882 kvadratkilometer och ligger 90 meter över havet.

## Delavrinningsområde
Långtjärnen ingår i det delavrinningsområde (674865-155550) som SMHI kallar för Inloppet i Fjärden. Medelhöjden är 90 meter över havet och ytan är 8,37 kvadratkilometer. Räknas de 175 avrinningsområdena uppströms in blir den ackumulerade arean 997,06 kvadratkilometer. Avrinningsområdets utflöde Testeboån (Grannäsån) mynnar i havet. Avrinningsområdet består mestadels av skog (87 procent). Avrinningsområdet har 0,67 kvadratkilometer vattenytor vilket ger det en sjöprocent på 8 procent.